# Love De Geer
Ludvig (Love) Gerard Fredrik De Geer, född den 27 september 1874 i Skönberga församling, Östergötlands län, död den 28 september 1965 i Stockholm, var en svensk ingenjör och företagsledare.
De Geer utexaminerades från tekniska elementarskolan i Norrköping 1895. Han praktiserade i Tyskland, England, Förenta staterna och Kanada 1898–1903. De Geer var avdelningschef vid Wargöns pappersbruk 1904–1909 och chef för Forsse träsliperi och vattenkraftsstation 1909–1920 samt disponent och verkställande direktör för Utansjö cellulosaaktiebolag 1920–1928, för Sandvikens cellulosaaktiebolag 1928–1932 och för Graningeverken 1929–1932.